# 職務再設計
職務再設計指的是，為了讓身心障礙工作者能夠適才而用，因此重新規劃工作流程、重新設計工作環境、提供科技輔具等，讓身心障礙者能夠發揮本身潛能與潛質。亦可幫助中高齡勞工，改善中高齡者工作上的不便，提供更合適的工作方式。

## 歷史背景
身心障礙者職務再設計的實施最早見於1973 年美國復健法第503、504 節，規定接受政府經費補助的雇主應為其身心障礙員工改善工作環境。其改善工作環境為職務再設計(job accommodation)之雛形。國內職務再設計一詞，字面上係引自日本文獻，惟字義上卻接近美國身心障礙法案所訂定工作環境改善(job accommodation)的涵義，其範圍遠大於job redesign(強調工作內涵調整)字面上的意義。而國內最早具有「身心障礙者職務再設計」精神的服務應可追溯至民國七十四年台灣省政府社會處辦理的身心障礙者福利工廠業務，當時身心障礙者福利工場，係指由政府補助民間事業機構有關身心障礙者所需的生產設備、宿舍、盥洗設施、斜坡道等經費，以鼓勵其擁有較理想的設施、設備後，多僱用身心障礙者。民國八十三年，勞委會職訓局(現勞動部勞動力發展署)開辦身心障礙者職務再設計獎勵計劃，對已提供身心障礙者改善工作環境的績優僱用給予獎勵金以示鼓勵，為國內第一個正式對「提供身心障礙者改善工作環境服務」，直接回饋的計畫。

## 法源依據
- 身心障礙者權益保障法第37條：「各級勞工主管機關應分別訂定計畫，自行或結合民間資源辦理職業輔導評量、職務再設計及創業輔導。」
- 就業服務法第24條：「主管機關對自願就業的身心障礙者，應訂定計畫，致力促進其就業。」
- 身心障礙者職務再設計實施方式及補助準則
- 推動身心障礙者職務再設計服務實施計畫

## 目的
為了消彌身心障礙者與就業環境間的差距。透過職務再設計補助及專業諮詢輔導等措施，有效協助身心障礙者克服工作障礙，以增進其工作效能，並結合專業機構、團體及相關單位，共同促進身心障礙者順利就業，並積極開拓身心障礙者就業機會，以落實身心障礙者就業服務工作。

## 申請職務再設計補助之資格
- 僱用身心障礙員工之公、民營事業機構、政府機關、學校及團體。
- 辦理身心障礙者訓用合一之單位。
- 身心障礙自營作業者：

- 個人計程車業：需檢附申請人之身心障礙手冊及營業小客車駕駛人執業登記證明文件。
- 鐘錶、鎖匠及刻印業：需檢附申請人之身心障礙手冊及營業登記證明文件。
- 公益彩券甲類販售業：應檢附身心障礙手冊及主管機關核發之公益彩券類甲類經銷證明文件。
- 其他經本局核准之身心障礙自營作業者。

## 職務再設計改善項目
現行台灣的職務再設計措施的補助項目分為「改善職場工作環境」、「改善工作設備或機具」、「提供就業輔具」、「改善工作條件」、「調整工作方法」五大項。
- 改善職場工作環境：指為協助身心障礙者就業，所進行與工作場所無障礙環境有關之改善。
- 改善工作設備或機具：指為促進身心障礙者適性就業，提高生產力，針對身心障礙者進行工作設備或機具之改善。
- 提供就業輔具：指為恢復、維持、強化或就業特殊需要所設計、改良或購置之輔助器具。
- 改善工作條件：包括提供手語翻譯、視力協助、改善交通工具等有關活動。
- 調整工作方法：透過職業評量及訓練，按身心障礙者的特性，分派適當的工作，包括： 工作重組，使某些職務適合身心障礙者作業、調派其他員工和身心障礙員工合作、簡化工作流程、調整工作場所等，並避免危險性工作等。

## 地区情况

### 美國
美國的身心障礙者法明訂工作環境改善係指透過工作本身、工作環境、或工作方法，使符合資格的身心障礙者獲得公平的就業機會。所謂公平的就業機會意指，在就業機會的公平性和工作權益和福利上，和非身心障礙者應該是一樣的。而其指的工作環境改善包括：(一)改善現有的設備，使身心障礙員工易於通行及使用；(二)工作內容的調整、部份工時、工作時間表的調整、指定至新的單位；(三)輔具的購買和調整；(四)測驗、訓練教材、政策的調整；(五)讀報員和手語翻譯員的提供；(六)其他創意的解決方法。另外，也鼓勵僱用單位以抵稅措施改善工作環境的障礙。

### 日本
日本的職務再設計可明顯看出涵蓋包括人力協助在內的軟、硬體補助，例如：補助事業機構職務再設計必要設施設備；僱用10人以上重度障礙者必需之設備；僱用重度障礙者所需之特別住宅、通勤交通工具、手語翻譯員、就業服務員、視障者的職場協助員、僱用管理費；職場訓練與輔導費；障礙員工外派訓練補助費；障礙員工薪資補助費等。

## 職務再設計創意競賽
為鼓勵社會大眾發揮創意及巧思，協助身心障礙者克服工作障礙，行政院勞工委員會職業訓練局(現行政院勞動部勞動力發展署)舉辦身心障礙者職務再設計創意競賽，提供高額獎金以期讓創意設計可以有效運用於職場，替身心障礙者創造更多職場助力。現已舉辦六屆(2009、2011、2013、2016、2017、2019年)。